# Roger Chaffee
Roger Bruce Chaffee (n. 15 februarie 1935, Grand Rapids, Michigan, SUA – d. 27 ianuarie 1967, Cape Kennedy Air Force Station⁠(d), Florida, SUA) (Locotenent-comandor, USN) a fost un ofițer naval și aviator american, inginer aeronautic, pilot de încercare și astronaut NASA în cadrul programului Apollo. Chaffee a murit împreună cu colegii astronauți Gus Grissom și Ed White în timpul unui test și exercițiu de antrenament desfășurat la 27 ianuarie 1967 pentru misiunea Apollo 1 la baza Cape Kennedy Air Force Station din Florida, atunci când modulul de comandă al rachetei (CM-012) a fost distrus de un incendiu. A fost decorat post-mortem cu Medalia de Onoare a Congresului pentru activități spațiale și cu Medalia Aeriană a Marinei.